# Estriégana
Estriégana település Spanyolországban, Guadalajara tartományban. Estriégana Sigüenza, Alcolea del Pinar és Saúca községekkel határos. Lakosainak száma 12 fő (2024).

## Népesség
A település népessége az utóbbi években az alábbiak szerint változott:
| Lakosok száma | 26   | 24   | 23   | 24   | 18   | 18   | 17   | 14   | 10   | 12   |
|               | 2001 | 2004 | 2006 | 2009 | 2011 | 2014 | 2016 | 2019 | 2021 | 2024 |